# Rainer Fromm

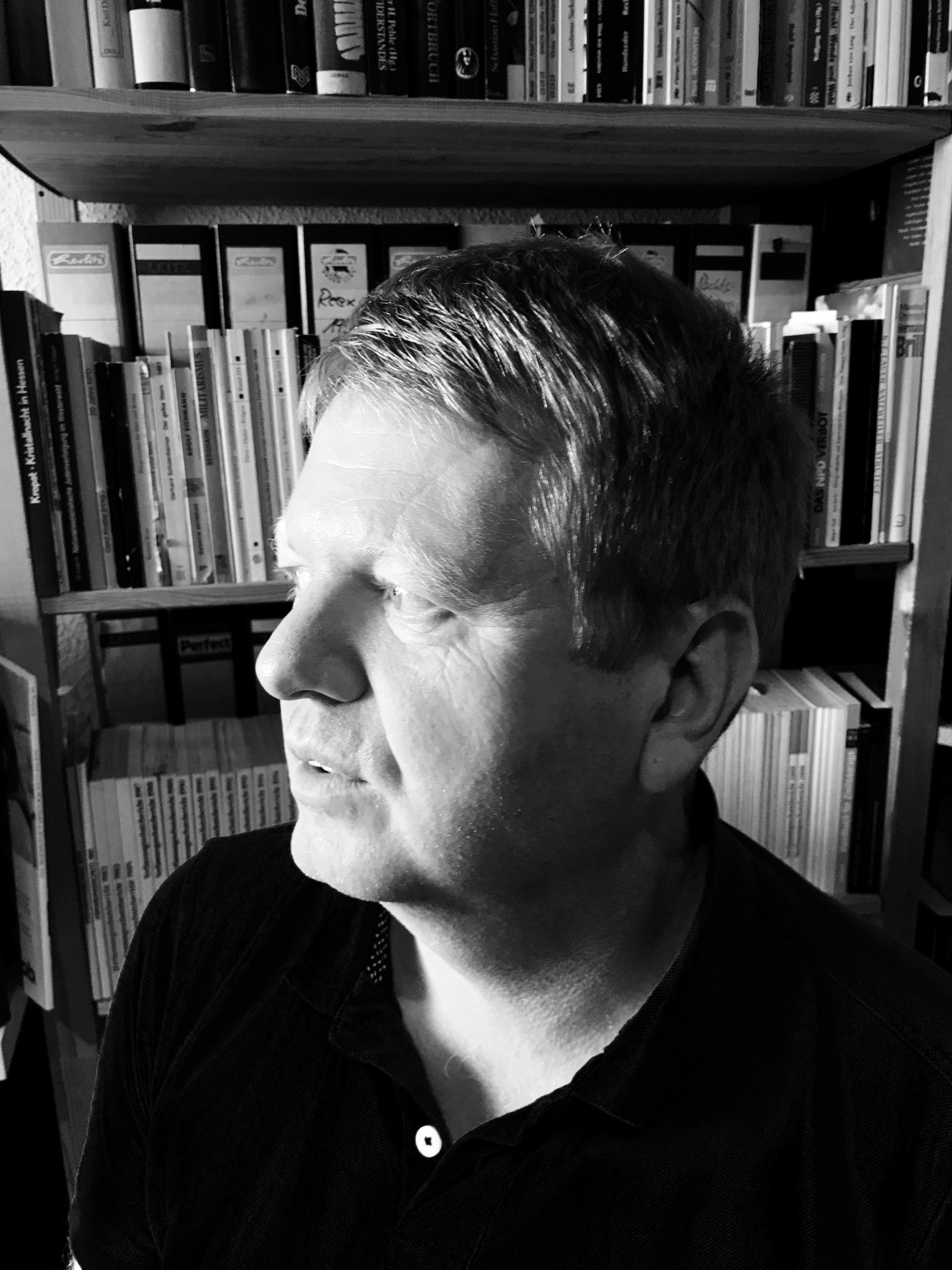
Rainer Fromm

Rainer Fromm (* 28. November 1965 in Wiesbaden) ist ein deutscher Politikwissenschaftler und Fernsehjournalist.

## Leben
Fromm studierte Politikwissenschaft, Soziologie und Jura und wurde 1997 bei Franz Greß an der Universität Frankfurt am Main mit der Dissertation Die „Wehrsportgruppe Hoffmann“. Darstellung, Analyse und Einordnung. Ein Beitrag zur Geschichte des deutschen und europäischen Rechtsextremismus zum Dr. phil. promoviert.
Er ist seit den 1990er Jahren journalistisch für das öffentliche und private Fernsehen (u. a. ARD, Arte und ZDF) tätig und publizierte in Zeitschriften (u. a. im Amtlichen Mitteilungsblatt der Bundesprüfstelle für jugendgefährdende Medien) und als Fachbuchautor mit den Schwerpunkten Rechtsextremismus, Organisierte Kriminalität und Jugendkulturen/Sekten. So trug er zu den Formaten Kennzeichen D, Kulturzeit, Frontal, Frontal21, Tagesthemen, Spiegel TV, Focus TV, heute-journal, ML Mona Lisa, Aspekte, Exakt und Fakt bei, ferner war er Autor der Dossiers Rechtsextremismus beim Mitteldeutschen Rundfunk und bei der Bundeszentrale für politische Bildung. Fromms ZDF-Dokumentation zur NSU-Liste mit 10.000 potenziellen Zielobjekten sorgte im Juni 2018 für die Forderung nach gründlicheren Ermittlungen.

## Kritik
Fromm wurde im Laufe der 2000er immer wieder für seine Beiträge für Frontal21 und das Heute Journal über Videospiele kritisiert, da diese angeblich ein falsches Licht auf die Spieler und Spiele warfen und u. a. Falsche Tatsachenbehauptungen beinhalteten. In seinen Filme erhalte man den Eindruck, dass es nur um Gewalt gehe. Das ZDF/Frontal21 nahm mehrfach Stellung und verteidigte Fromm. Fromm stelle sich der Kritik als Speaker auf dem 24. Chaos Communication Congress.
Shane Fenton vom französischen Blog gamingsince198x.fr findet den Beitrag Videogemetzel im Kinderzimmer (2004) in Frontal21 übertrieben und denkt, dass dieser von einem bösen Zwilling gemacht worden wäre. Matthias Dittmayer veröffentlichte 2008 den Videobeitrag "Killerspiele, die Lügen der Medien", in dem er die Fehler in u. a. Fromms Beiträgen der Öffentlichkeit richtigstellt.
Die GameStar meint zu seinen Beiträgen Fromm „will scheinbar nur das sehen, was seine Theorien stützt.“ und warf ihm Behauptungsjournalismus vor.
Der 2007 ausgestrahlte Frontal21 Bericht Töten am Bildschirm wurde kritisiert, da u. a. Spieleausschnitte der indizierten US-Fassung von GTA: San Andreas gezeigt wurden mit Handlungen, welche nicht in der deutschen Version möglich sind. Der Bericht stellt es so dar, als wäre dies die deutsche Version, welche ab 16 Jahren freigegeben wurde.
Telepolis kritisiert Fromm dafür, dass er die "Menschenverachtung" in gewaltverherrlichenden Computerspielen auch Erwachsenen verbieten wolle, weil ihre Handlungen auch ein "Lernprogramm für das wirkliche Leben darstellen würden". Im Interview behauptet Fromm, dass Computerspiele "zu einer schleichenden Militarisierung und Brutalisierung unserer Gesellschaft" beitragen können, wenn sie "Sadismus, Kriegsverherrlichung und Sexismus als Inhalte" hätten.
GEE-Chefredakteur Michail Hengstenberg meint, Fromm sei zusammen mit Christian Pfeiffer einer der Leute, die die Killerspieldebatte losgetreten haben.

## Auszeichnungen
- 2001: Deutscher Civis Fernsehpreis – Sonderpreis für besondere Programmleistungen für Nach Hitler, Radikale Rechte rüsten auf
- 2011: Sonderpreis des Deutschen Archäologiepreises für Blutige Schätze. Der Antikenhandel und der Terror[17]
- 2013: Nominierung für den Grimme-Preis für Propaganda, Hass, Mord – Die Geschichte des rechten Terrors in Europa[18]
- 2016: Nominierung für den Prix Europa für Der Fall Zschaepe (ZDF, Zoom, 2015, Co-Autor Ron Boese)
- 2019: Nominierung für den Prix Europa für Migration – Das große Missverständnis (ZDFinfo 2019)

## Schriften (Auswahl)
- Rechtsextremismus in Thüringen. 2. Auflage, Schüren, Marburg 1993, ISBN 3-89472-082-4.
- Am rechten Rand. Lexikon des Rechtsradikalismus. 2. aktualisierte Auflage, Schüren, Marburg 1994, ISBN 3-89472-104-9.
- Mit Barbara Kernbach: „...und morgen die ganze Welt?“ Rechtsextreme Publizistik in Westeuropa, Schüren, Marburg 1994, ISBN 3-89472-105-7
- Mit Barbara Kernbach: Europas braune Saat: Die internationale Verflechtung der rechtsradikalen Szene. Aktuell, München u. a. 1994, ISBN 3-87959-512-7.
- Die „Wehrsportgruppe Hoffmann“. Darstellung, Analyse und Einordnung. Ein Beitrag zur Geschichte des deutschen und europäischen Rechtsextremismus. Lang, Frankfurt am Main u. a. 1998, ISBN 3-631-32922-9.
- Mit Barbara Kernbach: Rechtsextremismus im Internet. Die neue Gefahr. Olzog, München 2001, ISBN 3-7892-8055-0.
- Digital spielen – real morden? Shooter, Clans und Fragger. Videospiele in der Jugendszene. Schüren, Marburg 2002, ISBN 3-89472-176-6.
- Satanismus in Deutschland. Zwischen Kult und Gewalt. Olzog, München 2003, ISBN 3-7892-8119-0.
- Mit Jürgen Roth, Rainer Nübel: Anklage unerwünscht! Korruption und Willkür in der deutschen Justiz. Eichborn, Frankfurt am Main 2007, ISBN 978-3-8218-5667-4.
- Schwarze Geister, neue Nazis. Jugendliche im Visier totalitärer Bewegungen. Olzog, München 2008, ISBN 978-3-7892-8207-2.
- Mit Richard Rickelmann: Ware Patient. Woran unsere medizinische Versorgung wirklich krankt. Eichborn, Frankfurt am Main 2010, ISBN 978-3-8218-6522-5.

## Filmografie (Auswahl)
- 1992: Helden für Deutschland? (mit Christian Bock)
- 1993: Kameradinnen – die rechte Frauenfront (mit Barbara Kernbach)
- 1996: Skinheads (mit Klaus Farin)
- 1996: Mach Geld! Mach mehr Geld! – Gefahr durch Scientology? (mit Gabriele Kraiker)
- 1997: Terror und Tantiemen – Über die neuen Strategien der Rechtsextremisten (mit Gabriele Kraiker)
- 2000: Hass und Propaganda (mit Gabriele Kraiker)
- 2000: Rechtsextremismus im Internet (mit Barbara Kernbach)
- 2001: Nach Hitler, Radikale Rechte rüsten auf (mit Jan Peter und Yury Winterberg)
- 2002: Rechtsextreme Musik: Zwischen Führer und Feeling (mit Barbara Kernbach)
- 2003: Satanismus, Kannibalismus und Menschen Opfer in Deutschland (ZDF-Reporter)
- 2005: Männer, Helden & schwule Nazis
- 2007: Rechtsextremismus heute: Zwischen Schnuller und Springerstiefel
- 2008: Gefährliches Flimmern – Wenn virtuelle Gewalt real wird
- 2008: Mission Scientology. Inside-Report aus Reich der Thetane
- 2008: Der gesäuberte Planet. Eine Reise ins Innere der Scientology
- 2009: An der Schwelle zum Jenseits (mit Simone Kienast)
- 2010: Der Patient als Ware
- 2010: Einweisung wider willen – Die Psychiatrie als Endstation?
- 2011: Faszination des Grauens – Neue Brutalität in Horrorfilmen
- 2011: Blutige Schätze. Der Antikenhandel und der Terror (mit Kristian Lüders und Michael Strompen)
- 2011: Wenn Insider auspacken. Die Macht der Whistleblower in der Wirtschaft (mit Kristian Lüders)
- 2012: Propaganda, Hass, Mord – Die Geschichte des rechten Terrors (mit Rolf Axel Kriszun)
- 2012: Kostenfalle Eigenheim – Wenn der Hausbau zum Albtraum wird (mit Ron Boese)
- 2012: Deutschland in Gefahr? – Kampf gegen den Terror (mit Christian Deick und Elmar Theveßen)
- 2012: Faszination des Grauens – Neue Brutalität in Horrorfilmen
- 2013: Die Nazi-Braut – Das Geheimnis der Beate Zschäpe (mit Sarah Müller-Fromm)
- 2013: Brandstifter im Staatsauftrag – V-Leute und der rechte Terror (mit Elmar Theveßen)
- 2013: Gefahr von Rechts – NPD-Aussteiger packen aus (mit Ron Boese)
- 2014: Der Nationalsozialistische Untergrund. Was wusste der Staat vom braunen Terror?
- 2014: Im Feind vereint – Europas rechtsextreme Internationale
- 2014: Europas Rechte (mit Udo van Kampen und Ina D’hondt)
- 2015: Bereit zu sterben für Allah – Islamisten in Deutschland (mit Michael Strompen)
- 2015: Mit Bomben ins Paradies. Die deutschen Gotteskrieger
- 2015: PEGIDA – Zwischen Bürgerprotest und Radikalisierung (mit Christian Lang)
- 2015: NSU privat: Das Innere einer Terrorzelle (mit Udo Frank)
- 2015: Die Anti-Asylfront: Europas Rechtsradikale auf dem Vormarsch
- 2015: Der Fall Zschaepe (mit Ron Boese)
- 2016: Wutbürger – Innenansichten der Neuen Rechten
- 2016: AfD – und jetzt? (mit Wolfgang Minder und Achim Pollmeier)
- 2016: Tod im Wohnmobil – Wie starben die NSU Terroristen wirklich?
- 2016: Hassbürger (mit Elmar Theveßen)
- 2016: AfD – Wie aus Wut Politik wird
- 2016: Putins völkische Fans
- 2017: Die Blutspur – Rechter Terror in Deutschland (mit Udo Frank und Christian Twente)
- 2017: Die AfD – Innenansichten einer Protestpartei (mit Ron Boese)
- 2017: Wahlkampf, Machtkampf, AfD (mit Wolfgang Minder)
- 2017: Autonom, radikal, militant? – Inside linke Szene (mit Beate Hoebermann)
- 2017: Radikale von Links – Die unterschätzte Gefahr
- 2017: Die Welt der Reichsbürger (mit Galina Dick)
- 2017: Das Drehbuch des Terrors – Wie gefährlich sind Europas Islamisten? (mit Elmar Theveßen)
- 2018: Gewalt von links – Eine Bewegung zwischen Protest und Terror (mit Galina Dick)
- 2018: Deutschland – Heimat – Fremdes Land (mit Galina Dick)
- 2018: Deutschlandliebe – Made in Russia (mit Galina Dick)
- 2018: Die Todesliste des NSU (mit Ron Boese)
- 2018: Auf der Spur des rechten Terrors – Die sieben Geheimnisse des NSU
- 2018: NSU – Der Prozess: Die Schuld der Beate Zschäpe (mit Christian Twente)
- 2019: Schafft Europa sich ab? EU-Gegner auf dem Vormarsch
- 2019: Deutschland extrem – Extremismus von links und rechts (mit Martina Sprengel)
- 2019: Migration – Das große Missverständnis
- 2019: National, rechts, extrem – Machtkampf in der AfD (mit Ron Boese)
- 2020: Die Kurden: Unterdrückung, Terrorismus und Verrat
- 2020: Mordfall Lübcke – Wer steckt hinter dem Attentat? (mit Ron Boese)
- 2020: „Extremismus in Deutschland – Gefahr von rechts und links“ (mit Christian Frey)
- 2020: „Militant und rechtsextrem: Der III. Weg und die Neonazi-Szene“
- 2020: „Zauber, Mythen, Rituale – Deutschland auf Sinnsuche“
- 2021: „Vergiftete Heimat – Die netten Rechten von nebenan“ (mit Udo Frank)
- 2021: „Inside AfD. Eine Partei in der Zerreißprobe“
- 2021: „Die AfD – Innenansichten einer Rechtspartei“
- 2021: „Das dunkle Erbe – Nazis im deutschen Fußball“ (mit Udo Frank)
- 2021: „Tatort Taiga – Russlands grüne Lunge in Not“
- 2022: „Deutsche im Dschihad – Kämpfen für Allah“ (mit Alexander Berkel)
- 2022: „Extremisten mit Staatsauftrag – Das System der V-Leute“
- 2022: „Russlands deutsche Propaganda-Krieger“
- 2023: „Deutsche Verschwörungsmythen“
- 2023: „Hexenwahn – Ein tödlicher Verschwörungsmythos“
- 2023: „Wenn der Staat zum Feind wird“
- 2023: „Reichsbürger – Innenansichten einer extremistischen Bewegung“
- 2023: "Im Feind vereint"
- 2024: "Das System Hamas"
- 2024: "Hamas – Macht durch Terror"
- 2024: "Propaganda – Die dunkle Macht" (mit Alexander Berkel)